# Конюшеве
Коню́шеве —  село в Україні, у Ромоданівській селищній громаді Миргородського району Полтавської області. Населення становить 29 осіб. Орган місцевого самоврядування — Ромоданівська селищна рада.

## Географія
Село Конюшеве знаходиться на лівому березі річки Лихобабівка, нижче за течією на відстані 1,5 км розташоване село Шарківщина, на протилежному березі - село Сотницьке. На відстані 1,5 км розташоване селище Ромодан.